# Chetna Sinha

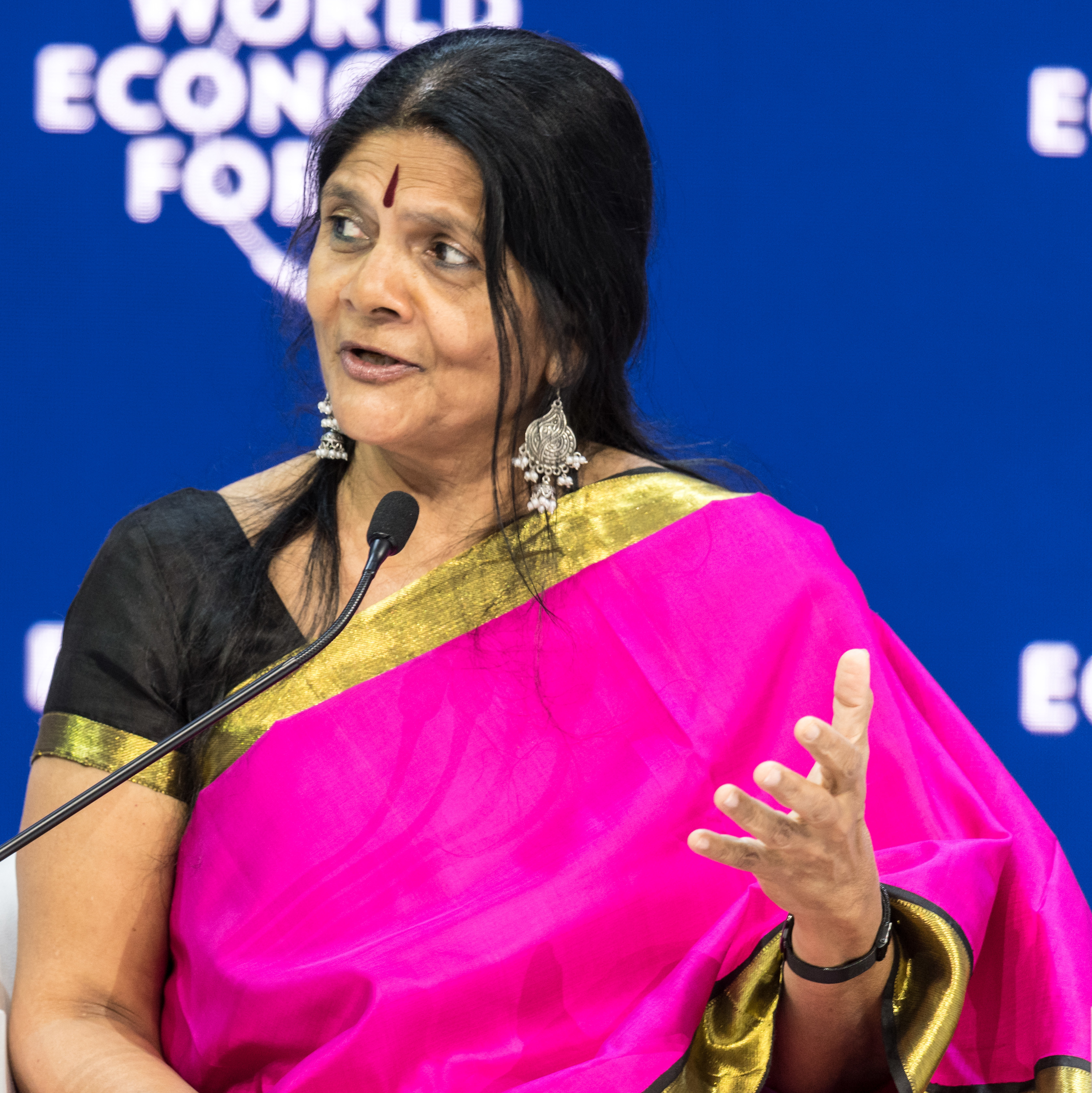
Chetna Sinha 2018 bei der Jahrestagung des Weltwirtschaftsforums in Davos

Chetna Gala Sinha (Marathi चेतना सिन्हा; * 21. März 1959 in Mumbai, Indien) ist eine indische Sozialaktivistin und Bankerin. Sie engagiert sich für die Verbesserung der wirtschaftlichen Bedingungen von Frauen in  ländlichen Gebieten Indiens. 1997 gründete sie die Mann Deshi Mahila Sahakari Bank, die erste indische Bank für Frauen im ländlichen Indien, die mittlerweile 200 000 Kontoinhaberinnen hat und Mikrokredite in Höhe von 50 Mio. US$ an ländliche Unternehmerinnen vergeben hat. Bis 2018 hat die Bank fast eine halbe Million Frauen unterstützt.
Im Januar 2018 übernahm Sinha gemeinsam mit sechs weiteren Frauen den Vorsitz des 48. Jahrestreffens des Weltwirtschaftsforums im Schweizer Davos. Im selben Jahr wurde Sinha wurde mit dem Nari Shakti Puraskar ausgezeichnet, der höchsten indischen zivilen Auszeichnung für Frauen.

## Leben und Wirken
Sinha wuchs in Mumbai auf und studierte Handel und Wirtschaftswissenschaften an der University of Mumbai; 1982 beendete sie das Studium mit einem Master. Während des Studiums begann sie sich für die sozialistische Politik Jayaprakash Narayans zu interessieren. Bei ihren politischen Aktivitäten lernte sie ihren Ehemann Vijay Sinha kennen, einen Bauern und Aktivisten aus der Stadt Mhaswad im ländlich geprägten Distrikt Satara im Bundesstaat Maharashtra.
Nach Abschluss ihres Studiums lehrte Sinha in Mumbai Wirtschaftswissenschaften. 1987 zog sie mit ihrem Mann in dessen Heimatstadt Mhaswad. Dort erlebte sie die Armut und Rückständigkeit des ländlichen Indiens. Ihre politischen Aktivitäten richteten sich nun auf Verbesserungen für die Einwohner Mhaswads wie Stromversorgung, verlässlichen Nahverkehr und Toiletten.
Sinha ist Mutter dreier Söhne und lebt in Mhaswad, wo die Mann Deshi Bank ihr Hauptquartier hat.

### Mann Deshi Mahali Shakari Bank
In Mhaswad begegnete sie erstmals Frauen, denen die Eröffnung eines Bankkontos verweigert worden war, weil ihre Ersparnisse zu gering waren. Daraufhin beschloss sie, eine Bank für solche Frauen zu gründen. Die indische Zentralbank lehnte ihren Antrag auf Gründung einer Bank 1996 zunächst ab, weil einige Fördermitglieder der Bank Analphabeten waren. Darauf drängten die Dorfbewohner sie, Alphabetisierungsklassen zu gründen. Fünf Monate später beantragte sie gemeinsam mit den Frauen erneut die Lizenz für die Gründung einer Bank, und weitere vier Monate später erhielt sie eine Lizenz für das Bankgeschäft und gründete die Mikrofinanz-Bank Mann Deshi Mahila Sahkari Bank. Die Bank vergibt Mikrokredite an Frauen in ländlichen Gebieten. Sie war die erste von Frauen geführte Bank für Frauen, die eine Lizenz der indischen Zentralbank erhielt.
Bei der Gründung hatte die Mann Deshi Bank ein Geschäftskapital von 708 000 ₹, das von den 1335 Gründungsmitgliedern aufgebracht worden war. 2017 hatte die Bank bereits ein Betriebskapital von 1,5 Mrd. ₹, führte 100 000 Konten und hatte an 84 000 Frauen Kredite in Höhe von über 50 Mio. US$ vergeben.
Um die wirtschaftlichen Folgen der Demonetisierung in Indien im Jahr 2016 abzumildern, bei der die von ärmeren Menschen häufig benutzten 500-₹- und 1000-₹-Geldscheine über Nacht ihre Gültigkeit verloren, holten Mitarbeiter der Mann Deshi Bank in einer einzigartigen Aktion Münzen von der State Bank of India und gingen damit von Tür zu Tür sowie auf Wochenmärkte, um Münzen im selben Wert gegen alte 500-₹-Scheine einzutauschen.

### Mann Deshi Foundation
1996 gründete Sinha die Mann Deshi Foundation, deren Vorsitzende sie ist. Diese ergänzt die Arbeit der Mann Deshi Bank, indem sie Frauen in ländlichen Gebieten durch die Vermittlung von finanziellen und unternehmerischen Grundkenntnissen, verbesserten Zugang zu Märkten und ein Hilfsnetzwerk unterstützt. Sie ist inzwischen in den Bundesstaaten Maharashtra, Gujarat und Karnataka aktiv. Die Mann Deshi Foundation gründete 2006 die erste Business-Schule für Frauen aus ländlichen Gebieten. Der Stiftung zufolge ist das Jahreseinkommen der Frauen, die in dieser Schule Business-Kurse besucht haben, durchschnittlich um 13 200 ₹ gestiegen. Außerdem betreibt die Stiftung ein Community-Radio und seit 2013 eine Handelskammer für ländliche Kleinunternehmerinnen. 2012 startete Sinha ein Community-Programm, das einen besseren Gewässerschutz anstrebte. Im Rahmen dieses Programms wurden 31 Geröllsperren errichtet, wodurch sich das Leben von 50 000 Menschen verbesserte.

### Weitere Aktivitäten
Gemeinsam mit sechs anderen Frauen, darunter die damalige norwegische Premierministerin Erna Solberg, die französische Politikerin und damalige Direktorin des Internationalen Währungsfonds Christine Lagard und die italienische Physikerin und Generaldirektorin des CERN Fabiola Gianotti, übernahm Chetna Sinha 2018 den Vorsitz der 46. Jahrestagung des Weltwirtschaftsforums im Schweizer Davos.
2018 war Sinha Sprecherin beim TED 2018 in Vancouver, 2018 sprach sie beim TEDxGateway.

## Auszeichnungen und Ehrungen
Chetna Sinha wurde mit zahlreichen indischen Auszeichnungen geehrt, so 2005 mit dem Jankidevi Bajaj Award for Rural Entrepreneurship, im selben Jahr mit dem Ashoka Changemakers Award und 2009 mit dem Godfrey Phillips Bravery Award. 2013 erhielt sie den Preis Social Entrepreneur of the Year der Schwab Foundation und 2017 den Forbes India Social Entrepreneurs of the Year Award. Sie wurde mit dem Nari Shakti Puraskar, der höchsten indische zivilen Auszeichnung für Frauen, geehrt.
Forbes India nahm sie 2018 in sein Ranking der 50 führenden indischen Geschäftsfrauen auf. 2002 war sie Yale World Fellow der Yale University.